# Dunn, Quận Dane, Wisconsin
Dunn là một thị trấn thuộc quận Dane, tiểu bang Wisconsin, Hoa Kỳ. Năm 2010, dân số của thị trấn này là 4.778 người.